# Atelopus seminiferus
Atelopus seminiferus är en groddjursart som beskrevs av Cope 1874. Atelopus seminiferus ingår i släktet Atelopus och familjen paddor. IUCN kategoriserar arten globalt som akut hotad. Inga underarter finns listade.